# Tetrorchidium bulbipilosum
Tetrorchidium bulbipilosum är en törelväxtart som beskrevs av José Cuatrecasas. Tetrorchidium bulbipilosum ingår i släktet Tetrorchidium och familjen törelväxter. Inga underarter finns listade i Catalogue of Life.